# Kageronia
Kageronia is een geslacht van haften (Ephemeroptera) uit de familie Heptageniidae.

## Soorten
Het geslacht Kageronia omvat de volgende soorten:
- Kageronia fuscogrisea
- Kageronia kihada
- Kageronia orbiticola